# Lake of Fire (utwór)
Lake of Fire – utwór wykonywany przez grunge'owy zespół Nirvana na potrzeby koncertu MTV Unplugged, wydany na albumie MTV Unplugged in New York. W oryginale wykonuje go zespół Meat Puppets, który wsparł Nirvanę podczas występu w MTV. Nirvana na tym samym koncercie wykonała jeszcze dwa inne utwory Meat Puppets: „Plateau” i „Oh, Me”.  